# Ulice w ogniu
Ulice w ogniu (tytuł oryg. Streets of Fire) – amerykański film sensacyjny z roku 1984.

## Fabuła
Ellen Aim jest piosenkarką rockową. Zostaje uprowadzona przez gang motocyklistów pod wodzą Ravena. Jej menadżer Billy Fish proponuje 10 tys. dolarów Tomowi Cody’emu w zamian za jej odbicie. Tom jest byłym chłopakiem Ellen i weteranem wojennym. Dołącza do nich McCoy – była komandoska i razem ruszają przez ciemne ulice miasta.

## Obsada
- Michael Paré – Tom Cody
- Diane Lane – Ellen Aim
- Rick Moranis – Billy Fish
- Amy Madigan – McCoy
- Willem Dafoe − Raven Shaddock
- Deborah Van Valkenburgh – Reva Cody
- Richard Lawson – oficer Ed Price
- Rick Rossovich – oficer Cooley
- Bill Paxton – Clyde, barman

## Opinie
Opinie na temat filmu, w momencie jego premiery, były w przeważającej ilości negatywne. Janet Maslin, recenzentka The New York Times, scenariusz filmowy określiła jako "szowinistycznie wrogi kobietom" i "topornie wykonany".

## Nagrody i nominacje
Złota Malina 1984
- Najgorsza aktorka drugoplanowa – Diane Lane (nominacja)